# Loch Naver
Loch Naver är en sjö i Storbritannien.   Den ligger i kommunen Highland och riksdelen Skottland, i den norra delen av landet, 800 km norr om huvudstaden London. Loch Naver ligger 84 meter över havet.I omgivningarna runt Loch Naver växer i huvudsak blandskog.